# Дік Тайгер
Дік Тайгер (англ. Dick Tiger; уроджений Річард Іхету (англ. Richard Ihetu); 14 серпня 1929 року; Амаігбо, Нігерія — 15 грудня 1971) — нігерійський боксер-професіонал. Абсолютний чемпіон світу у середній (1963; 1965—1966) та напівважкій (1966—1968) ваговій категорії. Чемпіон світу в середній (WBC, 1963, 1965—1966; WBA, 1962—1963, 1965—1966) і напівважкій (WBC, 1966—1968; WBA, 1966—1968) вагових категоріях. Боксер року за версією журналу The Ring (1962; 1965).

## Професійна кар'єра
Дебютував на професійному рингу 1 січня 1952 року, нокаутувавши у 2-му раунді Саймона Еме.

#### Перший бій з Джої Джіарделло
30 вересня 1959 року здобув перемогу за очками над американцем Джої Джіарделло з таким рахунком: 47/45, 48/45 та 47/43.

#### Другий бій з Джої Джіарделло
4 листопада 1959 року вдруге зустрівся з Джої Джіарделло. У цьому бою всі судді віддали перемогу американському боксеру — 47/45 та 45/44 (двічі).
20 січня 1962 року переміг технічним нокаутом у 5-му раунді відомого кубинського боксера Флорентіно Фернандеса.

#### Чемпіонський бій зДжином Фуллмером
23 жовтня 1962 року вийшов на бій за вакантний титул чемпіона світу в середній вазі за версією WBA. Його противником став екс-чемпіон світу в середній вазі найдосвідченіший американець Джин Фуллмер. У бою, що тривав усі 15 раундів, судді віддали перемогу нігерійцю (одностайно). Рахунок: 7/5, 9/5, 10/1. Таким чином, Тайгер став чемпіоном світу у середній вазі за версією WBA.

#### Другий бій із Джином Фуллмером
23 лютого 1963 року Тайгер і Фуллмер зустрілися вдруге. За підсумками 15 раундів думки суддів розділилися. Рахунок суддів 71/67 на користь чемпіона, 70/68 на користь претендента, один суддя поставив нічию 69/69. Тайгер зберіг свій титул.

#### Третій бій із Джином Фуллмером
10 серпня 1963 відбувся 3-й, заключний, бій між Тайгером і Фуллмером. Поза поясом WBA, на кону також стояв вакантний пояс WBC. Чемпіон здобув дострокову перемогу. Після цього бою Фуллмер пішов із боксу.

#### Третій бій з Джої Джіарделло
7 грудня 1963 року Тайгер захищав свої титули в бою проти Джої Джіарделло . Раніше вони вже двічі зустрічалися один з одним на рингу та здобули по одній перемозі. Цей поєдинок, як і обидва попередні, тривав усю дистанцію. Єдиний офіційний суддя виставив рахунок 8/5 на користь Джіарделло. 

#### Бій з Рубіном Картером
20 травня 1965 року переміг за очками Рубіна Картера. Тайгер тричі відправляв його в нокдаун, як пізніше зазначав сам Картер, «це було найважче побиття за все моє життя, всередині рингу або за його межами». Рахунок суддів: 6/2, 8/1, 9/1, все на користь Тайгера.

#### Четвертий бій з Джої Джіарделло
21 жовтня 1965 року вчетверте зустрівся з Джої Джіарделло. Тайгер здобув впевнену перемогу за очками: 8/6, 9/5, 10/5. Таким чином, Тайгер повернув собі титули WBC та WBA у середній вазі.

#### Перший бій з Емілем Гріффітом
25 квітня 1966 року Тайгер зустрівся з екс-чемпіоном світу в напівсередній вазі Емілем Гріффітом. Усі троє суддів віддали перемогу претенденту: 7/6, 8/7, 9/5. Зал освистав рішення.

### Напівважка вага
У 1966 році Тайгер піднявся у напівважку вагу.

#### Чемпіонський бій зХосе Торресом
16 грудня 1966 року він вийшов на бій проти чемпіона світу WBC і WBA у напівважкій вазі пуерториканця Хосе Торреса. Судді одноголосно віддали перемогу нігерійцю: 8/6, 10/5, 10/4. Таким чином, Тайгер став чемпіоном світу у другій ваговій категорії.

#### Другий бій зХосе Торресом
16 травня 1967 року Тайгер та Торрес зустрілися вдруге. Бій вийшов дуже близьким. Думки суддів розділилися. Один виставив 8/7 на користь Торреса, двоє інших виставили такий же рахунок на користь Тайгера.

#### Бій із Бобом Фостером
24 травня 1968 року Тайгер програв нокаутом у 4-му раунді американцю Бобу Фостеру та втратив свої титули.

#### Бій із Френком Депаулою
25 жовтня 1968 року зустрівся з Френком Депаулою. Поєдинок вийшов дуже видовищним. Депаула вже у другому раунді двічі відправляв Тайгера до нокдауну. Однак у третьому раунді вже Тайгер двічі відправив Депаулу на підлогу рингу. Після 10-ти раундів всі судді віддали перемогу Тайгеру: 7/6 і 8/2 (двічі). Цей поєдинок був визнаний «Боїм року» (1968) за версією журналу «Рінг».

#### Другий бій з Емілем Гріффітом
15 липня 1970 Тайгер вдруге в кар'єрі зустрівся з Емілем Гріффітом. Бій тривав усі відведені 10 раундів. Усі судді віддали перемогу вихідцеві з Віргінських островів: 8/2 та 7/2 (двічі). Це був останній бій у кар'єрі Тайгера.

## ПідтримкаБіафри
Виступав із підтримкою на адресу самопроголошеної держави Біафра під час громадянської війни в Нігерії 1967—1970 років. Надавав державі фінансову допомогу. Критикував Британію за підтримку Нігерії.

## Смерть
У 1971 році у Діка було виявлено рак печінки у запущеній стадії. Боксер хотів повернутися до Нігерії, щоб померти вдома. Завдяки амністії (за свою роль у громадянській війні) зміг повернутися на Батьківщину.
Помер 15 грудня 1971 року.

## Цікаві факти
- Належав до народу ігбо.

## Досягнення
- Чемпіон світу в середній ваговій категорії ( WBC, 1963, 1965—1966; WBA, 1962—1963, 1965—1966).
- Чемпіон світу у напівважкій ваговій категорії ( WBC, 1966—1968; WBA, 1966—1968).
- "Боксер року" за версією журналу "Рінг" (2): 1962, 1965.
- У 1974 році включений до зали слави журналу «Рінг».
- У 1991 році включений до Міжнародної зали боксерської слави[19].
- Включено до Всесвітньої зали боксерської слави.